# Parabola GNU/Linux-libre
Parabola GNU/Linux-libre è un sistema operativo basato su Arch Linux che supporta le architetture i686, AMD64 e ARMv7.
È citata dalla Free Software Foundation fra i sistemi operativi che utilizzano esclusivamente software libero, utilizzando ad esempio il kernel Linux-libre invece del tradizionale kernel Linux.
Parabola GNU/Linux-libre usa un modello di rolling release, in modo che un regolare aggiornamento del sistema basti per ottenere il software più recente.

## Storia
Parabola fu proposta originariamente dai membri del canale IRC di gNewSense nel 2009.
Membri di diverse comunità di Arch Linux, soprattutto membri di lingua spagnola, iniziarono lo sviluppo e il mantenimento del software e della documentazione. 
Il 20 maggio 2011 Parabola fu accettata da GNU come un progetto completamente libero, entrando a far parte della lista della FSF contenente le distribuzioni totalmente libere.
Nel febbraio dei 2012 Dmitrij D. Czarkoff recensì Parabola per OSNews e riportò che sul suo computer da test affiorarono un certo numero di problemi hardware, a causa della mancanza di firmware liberi.

### Sicurezza del repository
Fino alla versione 4.0.0, nel gestore pacchetti di Parabola mancava il supporto per 
i pacchetti firmati. I pacchetti firmati e i metadati non venivano autenticati da pacman durante il procedimento
di scaricamento e installazione. Senza l'autenticazione dei pacchetti, 
mirror malevoli potevano compromettere l'integrità del sistema.
Pacman 4 ha permesso la verifica del database di pacchetti e dall'aprile 2012 ogni pacchetto è firmato.

## Differenze rispetto ad Arch e Arch ARM
Il progetto utilizza solo software al 100% libero dai repository ufficiali di Arch per le architetture i686 e AMD64 e i repository ufficiali di Arch ARM  (tranne alarm e aur) per ARMv7.
Quando possibile, utilizza alternative libere come il kernel Linux-libre invece del generico kernel Linux.
Il processo di filtraggio rimuove circa 600 pacchetti dai repository che non rispettano le linee guida della The Free Software Definition per ogni architettura.

### Contratto sociale
Parabola ha stabilito degli impegni con la distribuzione, il Parabola GNU/Linux-libre Social Contract con cui servire la comunità del software libero, la democrazia, vedersi tra  gli unici che competono contro il software non libero e rispettare la filosofia semplicistica di Arch.
Il contratto sociale di Parabola segue le linee guida di GNU e l'ha fatta qualificare come una distribuzione totalmente libera.

### Installazione
Ci sono due modi per installare Parabola, da immagini ISO 
o migrando da una Arch Linux precedentemente installata, cambiando la lista di repository in quella di Parabola.